# Gillian van den Berg
Gillian van den Berg (Gouda, 8 de setembro de 1971) é uma jogadora de polo aquático holandesa, campeã olímpica.

## Carreira
Gillian van den Berg fez parte do elenco medalha de ouro de Pequim 2008.